# Magnús Aron Hallgrímsson
Magnús Aron Hallgrímsson (ur. 23 marca 1976) – islandzki lekkoatleta specjalizujący się w rzucie dyskiem, olimpijczyk.
Reprezentował Islandię w rzucie dyskiem na Letnich Igrzyskach Olimpijskich 1972, które odbyły się w Monachium. W piątej rundzie kwalifikacyjnej rzucił na dystans 60,95 m i zajął 21. miejsce. Nie dotarł do finału.